# Épreuve d'effort

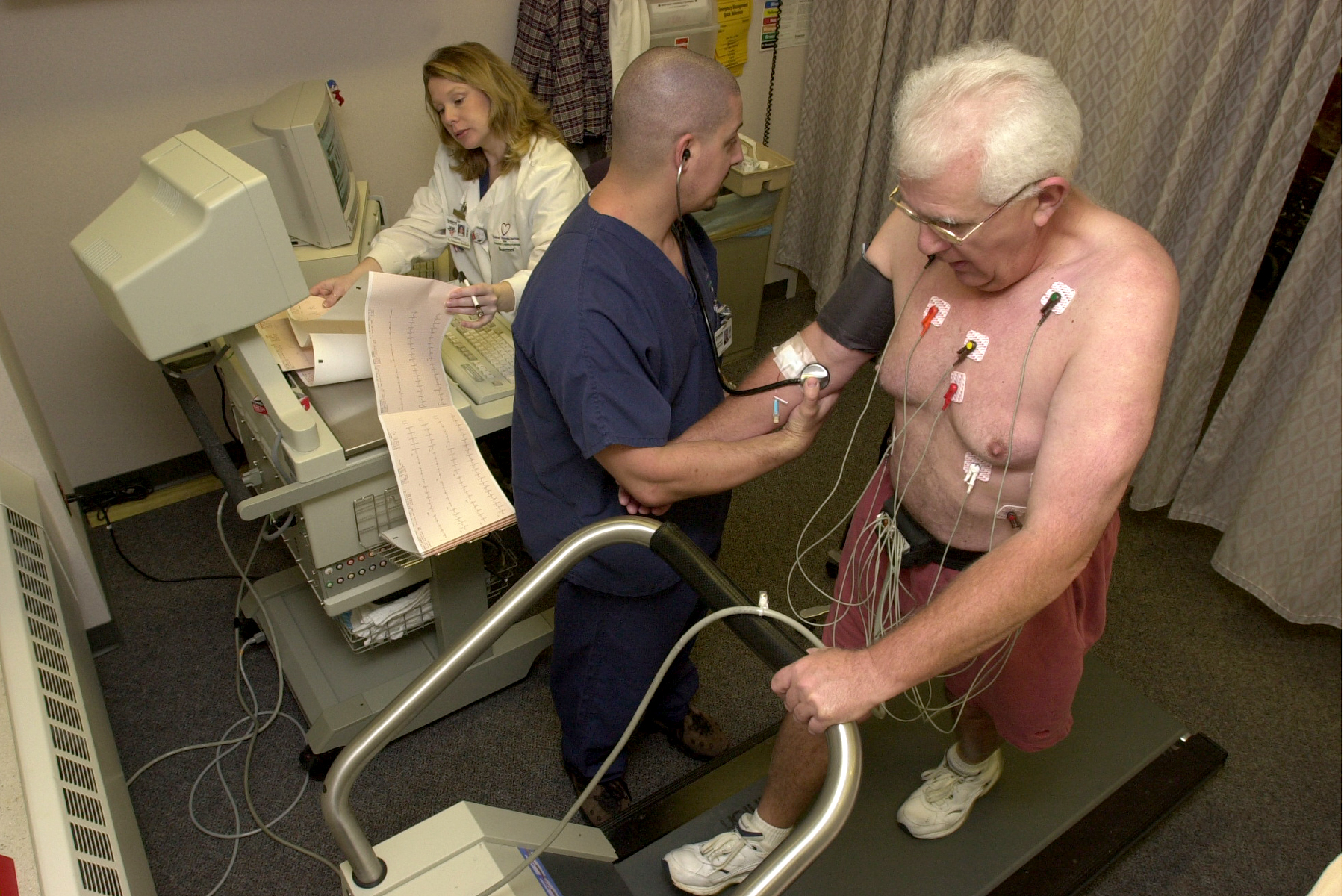

L'épreuve d'effort, ou test d'effort, ou électrocardiogramme d'effort ou ergométrie, est un examen consistant à l'enregistrement d'un ECG durant le déroulement d'un exercice physique calibré. Il permet d'aider au diagnostic d'une maladie coronarienne (maladie des artères coronaires). Il peut être associé à la mesure et à l'analyse des volumes et débits ventilatoires. Il est alors utile dans l'évaluation de certaines maladies respiratoires ou métaboliques et permet également d'apprécier le comportement d'un sujet sportif ou non vis-à-vis de l'effort, ce qui peut permettre d'affiner l'entraînement sportif ou le réentraînement.

## Historique
Robert Bruce décrivit un système d'enregistrement de l'ECG à l'effort sur tapis roulant en 1963.

## Matériels

### ECG
L'électrocardiographe peut être standard. Mais l'enregistrement d'un ECG sur un sujet en plein exercice physique contient de nombreux artéfacts, dus à la mobilisation du patient, à la grande amplitude respiratoire et à des problèmes d'adhérence des électrodes (sueur). L'appareil électrocardiographique est donc souvent muni de fonctionnalités permettant l'amélioration du signal électrique et de son interprétation :
- algorithme permettant le redressement de la ligne isoélectrique (limite l'aspect en « vagues ») ;
- moyennage sur quelques complexes successifs, permettant de diminuer ainsi le bruit, par essence aléatoire ;
- alarmes d'événements graves ;
- aide à la définition des critères de positivité.

### L'appareil d'effort
L'ergomètre permet un effort gradué qu'on peut quantifier en paliers de puissance mesurée en watts. Il peut s'agir :
- d'un tapis roulant et inclinable : le patient marche sur ce dernier à une vitesse et à une inclinaison croissante définies suivant divers protocoles, l'un des plus employés étant celui dit « de Bruce ». L'effort est alors relativement physiologique. Les contraintes articulaires sont faibles (sauf pour le dos). La montée en puissance est rapide dans la plupart des cas. Le patient est obligé de suivre le mouvement du tapis ce qui lui permet d'effectuer un plus grand effort s'il est peu motivé. En contrepartie, la surveillance du patient (tolérance à l'effort) doit être rigoureuse car il ne peut arrêter son effort de lui-même (risque de chute) ;
- d'un cycloergomètre : le patient pédale à une vitesse constante mais un frein progressif est appliqué, rendant l'effort de plus en plus important. Les contraintes articulaires sont plus importantes (genoux, hanches). La montée en puissance reste faible, ce qui prolonge le test si le sujet est sportif. L'effort maximal est moindre chez le patient non motivé.

### Un système de mesure de lapression artérielle
Il peut être manuel ou automatisé.

### Un chariot d'urgence
Il doit comporter l'ensemble du matériel nécessaire à une réanimation cardiopulmonaire.

## Protocole
Le patient n'est pas à jeun. Il n'a pas besoin d'être hospitalisé. Il doit être informé de l'examen, de son intérêt et des risques de ce dernier (le cas échéant, il peut être amené à signer un formulaire d'acceptation).
L'examen se fait en présence d'un médecin ainsi que d'un assistant (technologue en électrophysiologie médicale ou inhalothérapeute au Canada, infirmier).
Le patient est torse nu et les électrodes de l'ECG sont mis en place après préparation de la peau (rasage, dégraissage). Les dérivations sont habituelles (cf. article Électrocardiographie) mais on préfère disposer les électrodes standards dans le dos, à la racine des membres, plutôt que sur ces derniers.
Un premier enregistrement de l'électrocardiogramme est fait au repos. Le patient débute alors son effort.
Ce dernier est poursuivi jusqu'à la survenue de l'un des critères suivants :
- épuisement musculaire ou essoufflement trop important ;
- fréquence cardiaque atteignant la fréquence maximale théorique (220 – âge du patient) ;
- apparition d'un critère de positivité : le plus commun est l'apparition d'un sous décalage du segment ST, horizontal ou descendant, dépassant un certain voltage ;
- apparition d'un trouble du rythme cardiaque grave ;
- apparition d'un malaise, d'une chute de la tension artérielle.

## Indications cardiovasculaires
Le test d'effort permet d'aider au diagnostic des maladies des artères coronaires et de cibler l'intensité (fréquence cardiaque cible) de réentraînement à l'effort optimal en cas de prise en charge du malade cardiaque par les activités physiques adaptées.
Comme tout test diagnostic, il comporte une sensibilité et une spécificité. Elles sont toutes deux proches de 70 % pour l'épreuve d'effort. Les deux valeurs sont moindres chez la femme pour une raison qui reste inconnue.
D'après le théorème de Bayes on peut calculer sa valeur prédictive positive et sa valeur prédictive négative qui dépendent de la fréquence estimée de la maladie coronaire.
Pour résumer, il ne sert pratiquement à rien de faire un test d'effort si on est quasi certain du diagnostic (ou de son absence), la probabilité d'avoir la maladie ne changeant que peu selon que le test est positif ou négatif. L'épreuve d'effort est surtout intéressante si on a une conviction intermédiaire : si le test est positif, la probabilité pour que le patient soit malade devient significative (valeur prédictive positive). Si le test est négatif, on peut éliminer la maladie avec une faible probabilité de se tromper (valeur prédictive négative).
En cas de positivité du test d'effort, le médecin peut :
- soit traiter directement par des médicaments : anti-angineux et lutter contre les facteurs de risque… ;
- soit confirmer le diagnostic par une coronarographie ce qui permet de faire un traitement ciblé : par médicament, par angioplastie coronaire ou par pontage aorto-coronarien.

## Indications sportives
Dans le cadre de la médecine du sport, le test peut aider à définir les modalités d'un entraînement de haut niveau. Il peut être aidé par la mesure de l'évolution de la consommation maximale d'oxygène durant l'entraînement.

## Incidents et accidents
Le taux de complication est inférieur à un pour 1 000 examens, la moitié consistant en une arythmie et le tiers en un infarctus du myocarde. Le taux de décès est d'un cas pour 20 000 examens.
En France, une fiche d'information et de consentement éclairé a été rédigé pour le patient par la Société française de cardiologie.
René Goscinny est décédé au cours d'un test d'effort, le 5 novembre 1977 à 51 ans.

## Contre-indications
Elles sont définies par le médecin :
- angine de poitrine instable ;
- infarctus du myocarde à la phase aiguë ou très récent ;
- hypertension artérielle sévère et non contrôlée ;
- obstacle à l'éjection ventriculaire (rétrécissement aortique serré ou cardiomyopathie hypertrophique obstructive) ;
- trouble du rythme cardiaque grave au repos (tachyarythmie, extrasystoles ventriculaires de type Lown IVb) ;
- décompensation cardiaque manifeste ;
- endocardite aiguë, myocardite, péricardite ;
- thrombose veineuse profonde ou embolie pulmonaire récente.

L'épreuve d'effort est contre-indiquée également dans toutes les situations où elle risque d'être mal tolérée : insuffisance respiratoire, anémie sévère, artérite des membres inférieurs, et en cas d'incapacité à marcher ou à pédaler suffisamment.
Certaines situations ne sont pas de réelles contre-indications mais font que l’interprétation du tracé électrique est rendue délicate ou impossible, ce qui diminue beaucoup l'intérêt du test d'effort : c'est le cas lors d'une fibrillation auriculaire, d'un bloc de branche gauche, du port d'un stimulateur cardiaque fonctionnant en permanence, ou de troubles important de la repolarisation sur l'électrocardiogramme de repos.
En pratique, le test d'effort est un examen peu dangereux si les contre-indications sont respectées. Des accidents graves peuvent cependant survenir de manière rarissime, ce qui explique la présence d'un chariot de réanimation.

## Tests complémentaires
- On peut mesurer la consommation en oxygène durant l'épreuve d'effort et calculer ainsi la consommation maximale en oxygène, appelée VO2max. Cette mesure est faite par l'intermédiaire d'un masque appliqué sur le visage du patient durant l'effort, permettant d'analyser en instantané les débits inspiratoires et expiratoires ainsi que la composition des gaz expirés Ce test est intéressant chez le sportif de haut niveau afin d'adapter son entraînement. Elle est mesurée également en cas d'insuffisance cardiaque grave car c'est un indice important du pronostic (espérance de vie).
- On peut réaliser simultanément une échographie cardiaque pendant le test d'effort. Il s'agit alors d'une échographie d'effort, qui permet de faire un diagnostic plus fin de la maladie des coronaires : meilleure sensibilité et spécificité, diagnostic topographique de l'artère malade. Sa réalisation nécessite cependant une table spéciale, le cœur étant mieux visualisé lorsque le patient est allongé sur le côté gauche (décubitus latéral gauche) et devant ainsi fournir l'effort dans cette position.
- On peut coupler l'épreuve d'effort avec l'injection en intraveineuse d'un produit radioactif permettant de réaliser une scintigraphie cardiaque, soit cavitaire (visualisation du contenu [sang] dans les cavités), soit musculaire (visualisation directe du muscle cardiaque). L'examen permet de faire un diagnostic plus fin (meilleure sensibilité, meilleure spécificité, diagnostic topographique de l'artère malade).

## Tests alternatifs
En cas d'impossibilité de réaliser un test d'effort, on peut faire :
- une échographie-dobutamine : l'injection de dobutamine, une catécholamine, entraîne une accélération de la fréquence cardiaque et de la force de contraction du muscle cardiaque qui est visualisée par échographie. L'apparition d'une paroi qui se contracte moins bien au cours de ce test est fortement en faveur d'une ischémie de cette dernière, en rapport avec l'atteinte d'une artère coronaire ;
- une scintigraphie myocardique-dipyridamole (Persantine). L'injection de ce dernier produit entraîne une dilatation des artères coronaires saines. Si une artère est malade, l'absence de vasodilatation entraîne une ischémie relative détectée par l'examen scintigraphique.

Le « test de marche » est la mesure de la distance parcourue, à la marche, pendant un temps déterminé (le plus souvent six minutes). Il ne permet pas de diagnostic mais est un outil d'estimation de la gêne fonctionnelle et/ou de l'amélioration de cette dernière après un traitement. Il est utilisé notamment dans l'évaluation des hypertension artérielle pulmonaire.

## Épreuve d'effort métabolique
L'épreuve d'effort métabolique, ou « calorimétrie d'effort », consiste en la mesure et l'analyse des volumes et débits ventilatoires durant un exercice physique calibré, afin de déterminer les métabolismes énergétiques mis en jeu à chaque intensité (concept du point de cross-over de Georges Brooks et Jacques Mercier). Selon ce concept, les substrats utilisés à l'exercice varient en fonction de l'intensité de l'exercice. Dans les puissances faibles le muscle peut utiliser les lipides, et lorsque l'intensité augmente la part des lipides diminue et les glucides deviennent le substrat énergétique préférentiel. L'oxydation des lipides culmine au LIPOXmax. La calorimétrie d'effort basée sur ces concepts permet de cibler l'intensité de prise en charge par les activités physiques adaptées des patients diabétiques (type 2) en situation d'obésité.

### Déroulement
Sur cycloergomètre ou tapis roulant, avec mesure des échanges gazeux. On réalise des paliers d'exercice de 6 minutes à puissance constante. Les valeurs de consommation d'oxygène VO2 et de production de gaz carbonique VCO2 deviennent stables après 4 minutes d'exercice à puissance constante et leur moyenne mesurée sur les 5e et 6e minutes permet de calculer un débit d'oxydation des lipides et des glucides à l'aide des équations de Péronnet et Massicote, ce débit étant celui qui se maintiendra à plateau si l'exercice est continué pendant 45 minutes.

### Objectif et principes
L'analyse des quotients respiratoires permet de déterminer, par le concept du point de cross-over, le point « Lipoxmax ».
Lipoxmax correspond à l'intensité d'exercice individuelle pour laquelle le métabolisme lipidique est principalement sollicité. Sa valeur est à recalculer régulièrement, car répond à l'entraînement. L'intensité correspondante est sous-maximale, et se situe en dessous de celle qui correspond au premier seuil.

## Recommandations
Le matériel souhaité et la réalisation ont fait l'objet de recommandations publiées en 1995 par l'American Heart Association, actualisées en 2009. Pour les enfants, un document équivalent a été publié en 1994.